# Nycteola diplographa
Nycteola diplographa är en fjärilsart som beskrevs av George Francis Hampson 1905. Nycteola diplographa ingår i släktet Nycteola och familjen trågspinnare. Inga underarter finns listade i Catalogue of Life.